# 阿波勝哉
阿波 勝哉（あわ かつや、1973年4月18日 - ）は、東京都練馬区出身の競艇選手。登録番号は3857。師匠は本吉正樹（登録番号3313）、弟子は藤原菜希（登録番号4627）。

## 経歴・人物
高校中退後はアルバイトで生計を立てていたが、中学校時代の友人から競艇選手という職業を知り、1993年に本栖訓練所への応募を決意。3回目の受験で合格した。
- 1996年に多摩川競艇場でデビュー、初優勝は2002年蒲郡競艇場にて。2005年に常滑競艇場で行われた笹川賞競走でSG初出場を果たした。
- たとえ1号艇であっても、絶対に6コースに進入するほどのアウトコース一貫のアウト屋である[1]。
  - ただし、アウト屋の先駆者である吉岡修（引退）と小川晃司に対しては6コースを譲ると雑誌等のインタビューで公言しており、大村競艇場での企画レースで阿波・吉岡と小川が対決した際の進入は、卒業期順に6コース吉岡、5コース小川、4コース阿波となった。
  - 東京支部の先輩に当たる熊谷直樹（引退）は、「阿波はアウト屋じゃなかったらとっくに1000勝してるし、SGだって勝ってたと思う。でも、あいつが『アウト屋が自分の生き方だ』って言うから、それに対してはオレは何も言えなかった」とコメントしている。
- モーターのチルト角度は、出場する競艇場で許可されている最大の角度に設定し、エンジンも伸び重視の整備を行っている。
- 2012年4月からプロペラの規定が変わり、選手個人の持ちペラが廃止され、競走場のモーターに備え付けられたプロペラを使用しなければならなくなった。そのため、極端に伸び型仕様のプロペラを作り戦っていた阿波にとっては大きな逆風となり、B級に陥落するなど低迷していた[2][1]。
- 菅章哉は6コースからのレースをするに当たっては、阿波のレースを参考にしたと話す[3]。
- トーキョーベイパイレーツのメンバー。

## エピソード
- スタートが命であるアウト屋ゆえに、フライングを切る本数も多く、1999年・2003年・2012年と期間中にフライングを3本切ったことがある。
- 1999年に初めて期間フライング3本を切った時には3月から9月まで実に半年もの間、フライング休みとなった。その間は無収入となり、家のローンの支払いにも迫られていたため、阿波は5か月もの間、建設・建築関係のアルバイトとして仙台や新潟など、各地の工事現場を回って1日1万円の日当で働き続けた[4][5]。
- 2006年の笹川賞のファン投票では、阿波は選出権利がないB1級だったにもかかわらず、全国各地の競艇場で投票用紙に阿波の名前が載っていないことへの問い合わせや苦情があった。
- 2007年3月3日から平和島競艇場において販売されている「チルトサンド」（カツサンド。平和島競艇場のチルト角度は3度まで設定可能で、「アワカツ」＋「チルト3度」からの命名）は、阿波の人気にあやかったものであり、売り場にはチルトサンドを食する阿波の写真パネルが飾られている[6]。
- 2008年12月27日から、平和島競艇場で「チルト3丼（サンドン）」の発売が開始された。通常は600円だが、阿波が平和島競艇場のレースに出場している期間中は、100円引きの500円となる[7]。
- 内田和男が実況する時には「6コースはもちろんこの人○号艇、阿波勝哉」とアナウンスされる。